# みつぎグリーンランド
みつぎグリーンランドは、広島県尾道市御調町津蟹に位置する森林レクリエーション施設。御調ダムの北側にあたる。2024年6月現在、休園中。

## 概要
1979年に御調町（当時）が整備を開始。約40haの敷地内にキャンプ場やバンガローなどの宿泊施設、研修棟、テニスコートや広場などが整備された。

## 2018年の災害
2018年に発生した西日本豪雨によりキャンプ場へつながる道路や配水管が寸断。トイレや炊事場は土砂に埋まった。その後発生した度重なる土砂災害や2019新型コロナウイルス対策などにより、施設復旧の優先順位は低くなっており、2020年現在、再開の目途はたたない状況。